# Tyneham
Tyneham is een spookstad en civil parish op het schiereiland Purbeck-eiland, aan de Jurassic Coast, in het bestuurlijke gebied Purbeck, in het Engelse graafschap Dorset.

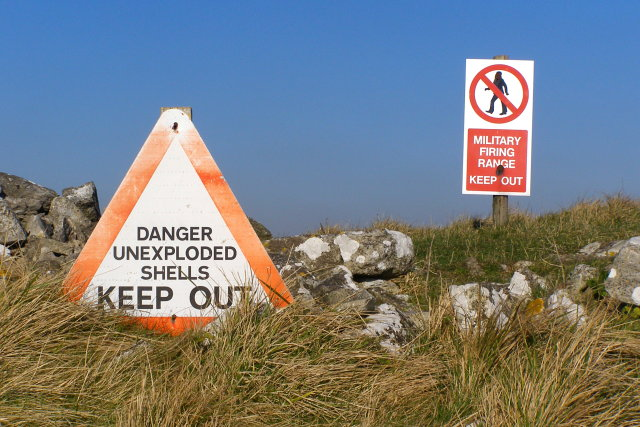
Militair oefenterrein

Tyneham ligt midden in een oefenterrein van het Britse Leger (Lulworth Military Range). Het verlaten dorp is slechts bereikbaar wanneer het gebied officieel vrijgegeven wordt voor het publiek. Het schietterrein is eigendom van het Ministerie van Defensie en maakt deel uit van de Armoured Fighting Vehicles Gunnery School.
Het gebied werd in 1943 aangewezen als oefenterrein. 252 mensen moesten vervolgens hun huis verlaten. Een van de laatste personen die uit Tyneham vertrok liet een bericht achter op de deur van de kerk:
Please treat the church and houses with care; we have given up our homes where many of us lived for generations to help win the war to keep men free. We shall return one day and thank you for treating the village kindly.
In eerste instantie zou het alleen gaan om de periode gedurende de Tweede Wereldoorlog. In 1948 werd het gebied echter aangemerkt als permanent oefenterrein. Sinds 1975 wordt het gebied in de weekenden opengesteld voor bezoekers.